# Bill Robertie
Bill Robertie, född 9 juli 1946 i Cambridge i Massachusetts, är en av två (Jörgen Granstedt från Sverige har vunnit tre gånger) som tagit världsmästartiteln i backgammon (1983 och 1987) två gånger. Han har skrivit över tio böcker som tar upp olika strategier och metoder att bli en bra spelare. Han spelar även poker och schack.